# George Bell & Sons
Pour les articles homonymes, voir George Bell (homonymie).
George Bell & Sons était une maison d'édition située à Londres, au Royaume-Uni, active entre 1839 et 1986.

## Histoire
George Bell & Sons est fondé par George Bell (en) en tant que libraire spécialisé dans le domaine de l'éducation, avec l'intention de vendre la production des presses universitaires londoniennes ; mais il est devenu plus connu en tant qu'éditeur indépendant de classiques (en) et de livres pour enfants.
L'un des premiers investissements de Bell dans l'édition est une série de Railway Companions, c'est-à-dire des brochures contenant des horaires et des guides touristiques. En l'espace d'un an, les activités d'édition de Bell dépassent ses activités de vente au détail et il décide de quitter ses bureaux d'origine pour s'installer à Fleet Street. C'est là que G. Bell & Sons se lance dans la publication d'ouvrages sur l'art, l'architecture et l'archéologie, en plus des classiques (en) pour lesquels la société est déjà connue. La réputation de Bell ne fait que grandir grâce à son association avec Henry Cole.
Au milieu des années 1850, Bell se développe à nouveau en imprimant les livres pour enfants de Margaret Gatty (Parables from Nature) et de Juliana Horatia Ewing (en) (le Nursery Magazine). À peu près à la même époque, en 1854, il acquiert J. & J. J. Deighton, une librairie de Cambridge, qui prend alors le nom de Deighton, Bell, & Company (en). En 1856, Bell s'associe à Frederick Daldy et rebaptiste la société Bell & Daldy.
Avec Daldy, Bell commence à imprimer davantage de recueils de poésie, notamment l'Aldine Edition of British Poets et les œuvres d'Andrew Lang et Robert Bridges. À la production éducative de l'entreprise s'ajoute le Dictionnaire Webster, après l'acquisition par Bell des droits britanniques sur l'œuvre de Webster. Ensuite, Bell & Daldy reprend les bibliothèques de Henry George Bohn (en), un éditeur de Covent Garden, et déménage ses activités dans ses locaux. Avec une bibliothèque aussi complète disponible pour la publication, l'emplacement original de Bell à Fleet Street n'est plus nécessaire ; l'entreprise quitte définitivement ce lieu en 1867.
Daldy quitte l'entreprise (rebaptisée George Bell & Sons) en 1873 pour rejoindre le cabinet Virtue, Spalding, & Daldy. En 1888, Bell laisse le pilotage de l'entreprise à ses fils, Edward et Ernest (en), mais conserve un intérêt certain dans son fonctionnement quotidien jusqu'à sa mort en 1890. En 1910, l'entreprise devient une limited liability company, George Bell & Sons, Ltd.
En 1926, Edward Bell décède ; son fils Arthur prend sa place au conseil d'administration et devient lui-même président en 1936. D'autres membres du conseil d'administration reprennent progressivement les rênes de l'entreprise, jusqu'au décès d'Arthur en 1968. En 1977, Robin Hyman (en) devient le directeur général de Bell & Hyman, Ltd., et la société déménage à Queen Elizabeth Street à Londres, où elle reste jusqu'à la fin de ses activités. En 1986, Bell & Hyman Ltd. fusionne avec Allen & Unwin pour former Unwin Hyman. Unwin Hyman est racheté par HarperCollins en 1990,.
Le frère de George Bell, John, a également travaillé pour l'entreprise Bell ; John dirige la Chiswick Press jusqu'à sa mort en 1885.

## Adresses
- 1839 : 1 Bouverie Street
- 1840 : 186 Fleet Street
- 1854 : Acquisition des bureaux de Deighton à Green Street (en) et Trinity Street (en), Cambridge
- 1864 : Acquisition de 4 York Street, Covent Garden. Cet emplacement a une histoire : l'ancien occupant en était la maison d'édition de Henry George Bohn (en) ; avant cela, elle avait appartenu au libraire J. H. Bohte, spécialisé dans les classiques ; et avant cela (mais pas immédiatement avant), elle avait été la maison de Thomas de Quincey[5]
- 1867 : Départ de Fleet Street
- 1903 : York House, 6 Portugal Street, WC2, conçu par Horace Field (en) pour George Bell & Sons[6]
- 1977 : Denmark House, Queen Elizabeth Street

## Quelques publications
- Giorgio Vasari (1855-1864), Les Vies des meilleurs peintres, sculpteurs et architectes
- Frederick Henry Ambrose Scrivener (1861), A Plain Introduction to the Criticism of the New Testament (en)
- Simpson Newland (en) (1900), Blood Tracks of the Bush: An Australian Romance (en)
- W. H. Besant (en) (1900), Elementary Hydrostatics
- Irene Clyde, (1909), Beatrice the Sixteenth
- Ralph Waldo Trine (1911), In Tune With The Infinite
- Duncan Sommerville (1914), The Elements of Non-Euclidean Geometry
- David Wooster - Alpine Plants

## Collections
- The Aldine Edition of the British Poets[7]
- Alpha Classics[8]
- Bell's Annotated English Classics[9]
- Bell's Cathedral Series
- Bell's English Classics[9]
- Bell's Everyday Arithmetics[10]
- Bell's Explorer Geographies[10]
- Bell's Handbooks to Continental Churches
- Bell's Indian & Colonial Library[11]
- Bell's Intermediate Geographies[10]
- Bell's Novelist Readers[10]
- Bell's Reading Books
- Bell's Stages in Bookland[10]
- Bibliotheca Classica[12]
- Bohn's Libraries[13],[14]
- Bohn's Popular Library[15]
- Classics of Scientific Method[9]
- Easy Steps in English Composition[10]
- Great Masters in Painting and Sculpture[16]
- The Great Public Schools
- Life and Light Books[17]
- Little Gem Poetry Books[10]
- The Queen's Treasures Series[18].
- Shakespeare Retold for Little People[10]
- York Library[9]